# 1991년 배구 월드리그
1991년 배구 월드리그는 1991년 7월 17일부터 7월 27일까지 이탈리아 밀라노에서 열린 2번째 배구 월드리그이다.
틀:배구 월드리그